# كورنيليوس نيوتن بليس
كورنيليوس نيوتن بليس هو أمين الخزينة وتاجر وسياسي أمريكي، ولد في 26 يناير 1833 في فول ريفر في الولايات المتحدة، وتوفي في 9 أكتوبر 1911 في نيويورك في الولايات المتحدة. نشط حزبياً في الحزب الجمهوري. وقد انتخب وزير داخلية الولايات المتحدة.